# Market Drayton
Market Drayton är en stad och en civil parish i kommunen Shropshire i England. Orten har 11 773 invånare (2011). Staden nämndes i Domedagsboken (Domesday Book) år 1086, och kallades då Draitune.